# Peter Schöttel
Peter Schöttel (ur. 26 marca 1967 w Wiedniu) – austriacki piłkarz występujący na pozycji obrońcy, reprezentant Austrii w latach 1988–2002, trener piłkarski.

## Kariera klubowa
Schöttel przez całą karierę związany był z jednym klubem – Rapidem Wiedeń. W jego barwach zadebiutował w 1986 roku i przez 16 sezonów rozegrał 422 mecze, strzelając zaledwie 5 bramek. Trzykrotnie zdobył mistrzostwo Austrii (1986/87, 1987/88, 1995/96); dwukrotnie triumfował w Pucharze Austrii (1987 i 1995). W roku 1996 doszedł do finału Pucharu Zdobywców Pucharów, gdzie Rapid przegrał z francuskim Paris Saint-Germain.
Statystyki kariery
| Sezon   | Klub         | Kraj    | Rozgrywki  | Mecze | Bramki |
| ------- | ------------ | ------- | ---------- | ----- | ------ |
| 1986/87 | Rapid Wiedeń | Austria | Bundesliga | 9     | 0      |
| 1987/88 | Rapid Wiedeń | Austria | Bundesliga | 24    | 0      |
| 1988/89 | Rapid Wiedeń | Austria | Bundesliga | 29    | 0      |
| 1989/90 | Rapid Wiedeń | Austria | Bundesliga | 33    | 1      |
| 1990/91 | Rapid Wiedeń | Austria | Bundesliga | 33    | 0      |
| 1991/92 | Rapid Wiedeń | Austria | Bundesliga | 25    | 1      |
| 1992/93 | Rapid Wiedeń | Austria | Bundesliga | 28    | 1      |
| 1993/94 | Rapid Wiedeń | Austria | Bundesliga | 30    | 0      |
| 1994/95 | Rapid Wiedeń | Austria | Bundesliga | 30    | 0      |
| 1995/96 | Rapid Wiedeń | Austria | Bundesliga | 36    | 0      |
| 1996/97 | Rapid Wiedeń | Austria | Bundesliga | 32    | 0      |
| 1997/98 | Rapid Wiedeń | Austria | Bundesliga | 13    | 1      |
| 1998/99 | Rapid Wiedeń | Austria | Bundesliga | 35    | 0      |
| 1999/00 | Rapid Wiedeń | Austria | Bundesliga | 33    | 0      |
| 2000/01 | Rapid Wiedeń | Austria | Bundesliga | 24    | 1      |
| 2001/02 | Rapid Wiedeń | Austria | Bundesliga | 8     | 0      |

## Kariera reprezentacyjna
W reprezentacji Austrii rozegrał 63 spotkania, debiutując w 1988 roku. Uczestniczył w Mistrzostwach Świata 1990, gdzie rozegrał 2 mecze (z Włochami i Czechosłowacją), a także w Mundialu 1998, gdzie grał 3-krotnie (z Kamerunem, Chile i ponownie z Włochami).

## Kariera trenerska
W latach 2001–2002 był trenerem drużyn młodzieżowych, a także drużyny rezerw Rapidu. W 2003 roku został dyrektorem sportowym tego klubu. Z powodu krytyki zrezygnował z tej pozycji 3 lata później. w sezonie 2007/2008 był trenerem Wiener Sportklub. W latach 2009–2011 prowadził SC Wiener Neustadt, a w 2011 roku został trenerem Rapidu Wiedeń. Pracował w nim do 2013. W 2015 zatrudniono go w SV Grödig. W 2017 roku prowadził kadrę Austrii U-19.

## Sukcesy
Rapid Wiedeń
- mistrzostwo Austrii: 1986/87, 1987/88, 1995/96
- Puchar Austrii:  1986/87, 1994/95